# Niederkail
Niederkail ist ein Dorf in der Eifel im Landkreis Bernkastel-Wittlich in Rheinland-Pfalz mit etwa 540 Einwohnern. Seit 1975 gehört es als Ortsteil zur Ortsgemeinde Landscheid.

## Geographie
Zum Ortsbezirk gehört der Wohnplatz Hof Mulbach.

Nachbarorte sind der Hauptort Landscheid im Nordosten, Bruch im Südosten, Arenrath im Süden, Binsfeld im Südwesten und Spangdahlem im Westen.

## Geschichte
Der Ort wurde im Jahr 1211 erstmals urkundlich erwähnt. Bereits im Jahr 1070 soll hier der Edelmann „Godefried von der Keyle“ gelebt und zwei Wassermühlen besessen haben.
In der Zeit der Zugehörigkeit zum Kurfürstentum Trier war Niederkail zuletzt dem Amt Manderscheid zugeordnet.
Das Linke Rheinufer wurde 1794 im ersten Koalitionskrieg von französischen Revolutionstruppen besetzt. Von 1798 bis 1814 war Niederkail ein Teil der Französischen Republik (bis 1804) und anschließend des Französischen Kaiserreichs, zugehörig dem Saardepartement. Auf dem Wiener Kongress (1815) kam die gesamte Region nach der Niederlage Napoleons an das Königreich Preußen.
Nach dem Ersten Weltkrieg gehörte das gesamte Gebiet zum französischen Teil der Alliierten Rheinlandbesetzung. Nach dem Zweiten Weltkrieg wurde Niederkail innerhalb der französischen Besatzungszone Teil des damals neu gebildeten Landes Rheinland-Pfalz.
Am 1. Dezember 1975 wurde aus der bis dahin eigenständige Ortsgemeinde Niederkail mit zu diesem Zeitpunkt 627 Einwohnern, sowie Landscheid und Burg, die neue Ortsgemeinde Landscheid gebildet.

## Politik

### Ortsbezirk
Niederkail ist gemäß Hauptsatzung einer von drei Ortsbezirken der Ortsgemeinde Landscheid und umfasst das Gebiet der ehemaligen Gemeinde. Die Interessen des Ortsbezirks werden durch einen Ortsbeirat und einen Ortsvorsteher vertreten.

### Ortsbeirat
Der Ortsbeirat von Niederkail besteht aus sechs Mitgliedern und dem ehrenamtlichen Ortsvorsteher als Vorsitzendem. Die Anzahl der Mitglieder wurde im Oktober 2014 durch Änderung der Hauptsatzung von zuvor fünf angehoben.

### Ortsvorsteher
Kirsten Rüggeberg wurde 2024 Ortsvorsteherin von Niederkail.
Ihre Vorgängerin war Marita Illigen.

## Kultur und Sehenswürdigkeiten
In der Denkmalliste des Landes Rheinland-Pfalz (Stand: 2025) sind unter anderem folgende Kulturdenkmäler genannt:
- Katholische Filialkirche St. Hubertus, zweiachsiger Saalbau (1777, wohl nach 1945 erweitert)
- Zwei Wohnhäuser aus dem 19. Jahrhundert
- Eine Wegekapelle und zwei Wegkreuze in der Gemarkung

## Wirtschaft und Infrastruktur
Niederkail liegt an der Bundesstraße 50. In nordöstliche Richtung führt sie zum Hauptort Landscheid, in südwestlicher Richtung nach Binsfeld und weiter Richtung Bitburg.

## Persönlichkeiten
- Peter Zirbes (* 10. Januar 1825 in Niederkail; † 14. November 1901), war ein fahrender „Sänger“ (Poet) aus Niederkail. Im Ort gibt es eine Straße, die nach ihm benannt wurde. Sein Wohnhaus ist noch vorhanden und ist ein Besichtigungsziel für Touristen.
- Karl Hofstätter, (* 9. Dezember 1926 in Domstadtl; † 4. Dezember 2017 in Niederkail), Ortsbürgermeister von Niederkail von 1964 bis 1975, Ortsbürgermeister der Gemeinde Landscheid von 1976 bis 1989, Träger der Verdienstmedaille des Verdienstordens der Bundesrepublik Deutschland.
- Alfred Börner, (* 29. Oktober 1910 in Lichtenberg/Erzgeb.; † 2. Februar 1999 in Niederkail), langjähriger Geschäftsführer der Börner Gruppe, Sponsor des lokalen Sports, Träger der Rudolf-Diesel-Medaille, Erfinder innovativer Neuerungen im Bereich der Gemüsehobel, z. B. des V-Hobels.